# Дьюар, Нил
Нил Хэ́милтон Дью́ар (англ. Neil Hamilton Dewar; 11 ноября 1908 — 10 января 1982) — шотландский футболист, нападающий. Выступал за шотландский клуб «Терд Ланарк», английские клубы «Манчестер Юнайтед» и «Шеффилд Уэнсдей», а также за национальную сборную Шотландии.

## Ранние годы
Нил Дьюар родился в Лохгилпхеде, Аргайл. Работал рыбаком на траулере, параллельно выступал за любительский клуб «Лохгилпхед Юнайтед».

## Клубная карьера
Осенью 1929 года проходил просмотр в профессиональных футбольных клубах из Глазго. В ноябре 1929 года подписал контракт с клубом «Терд Ланарк». Выступал в клубе до 1933 года, забив за это время 127 голов.
В феврале 1933 года перешёл в «Манчестер Юнайтед», выступавший во Втором дивизионе. Английский клуб заплатил за его трансфер £5000. 11 февраля 1933 года дебютировал за клуб в выездном матче против «Престон Норт Энд», забив один из голов (игра завершилась со счётом 3:3). 18 февраля Дьюар дебютировал на «Олд Траффорд» в товарищеском матче против шотландского клуба «Кауденбит», забив пять мячей в игре, которая завершилась со счётом 10:1 в пользу английской команды. В официальных матчах, однако, Дьюар забивал немного: в 15 матчах оставшегося сезона 1932/33 он забил только 6 мячей.
В следующем сезоне Дьюар сыграл 21 матч и забил 8 мячей, но уже в декабре 1933 года руководство «Юнайтед» пришло к выводу, что он не вписывается в игровую схему клуба. Его обменяли на двух игроков «Шеффилд Уэнсдей»: экс-игрока «Юнайтед» Джека Болла и Джорджа Невина.
За «Уэнсдей» Нил Дьюар выступал на протяжении четырёх сезонов, сыграв в общей сложности 95 матчей и забив 50 мячей. В сезоне 1935/36 стал лучшим бомбардиром «Шеффилд Уэнсдей», забив 21 гол.
После завершения сезона 1936/37, в котором «Уэнсдей» занял последнее место в чемпионате и выбыл во Второй дивизион, Дьюар покинул Англию и вернулся в шотландский «Терд Ланарк».19 июля 1937 года клуб заплатил за его трансфер рекордные 1800 фунтов стерлингов. Дьюар выступал за клуб ещё три сезона, а в 1940 году принял решение о завершении профессиональной карьеры.
В дальнейшем продолжал играть на любительском уровне — в частности, он сыграл за команду ветеранов «Олд Крокс» в 1947 году.
Умер 10 января 1982 года.

## Карьера в сборной
В 1932 году провёл 3 матча за национальную сборную Шотландии, против Англии, Франции и Уэльса. В матче против Франции 8 мая 1932 года Дьюар сделал хет-трик.

### Матчи и голы Нила Дьюара за сборную Шотландии
| Матчи и голы Нила Дьюара за сборную Шотландии | Матчи и голы Нила Дьюара за сборную Шотландии | Матчи и голы Нила Дьюара за сборную Шотландии | Матчи и голы Нила Дьюара за сборную Шотландии | Матчи и голы Нила Дьюара за сборную Шотландии | Матчи и голы Нила Дьюара за сборную Шотландии | Матчи и голы Нила Дьюара за сборную Шотландии | Матчи и голы Нила Дьюара за сборную Шотландии |
| №                                             | Дата                                          | Место проведения                              | Соперник                                      | Счёт                                          | Голы Дьюара                                   | Соревнование                                  |                                               |
| --------------------------------------------- | --------------------------------------------- | --------------------------------------------- | --------------------------------------------- | --------------------------------------------- | --------------------------------------------- | --------------------------------------------- | --------------------------------------------- |
| 1                                             | 9 апреля 1932                                 | Уэмбли, Лондон                                | Англия                                        | 0:3                                           |                                               | Домашний чемпионат Британии 1931/32           |                                               |
| 2                                             | 8 мая 1932                                    | Ив дю Мануар, Коломб                          | Франция                                       | 3:1                                           | 14′ 27′ 40′                                   | Товарищеский матч                             |                                               |
| 3                                             | 26 октября 1932                               | Тайнкасл, Эдинбург                            | Уэльс                                         | 2:5                                           | 63′                                           | Домашний чемпионат Британии 1932/33           |                                               |

Итого: 3 матча, 4 гола; 1 победа, 0 ничьих, 2 поражения

## Статистика выступлений
| Клуб                   | Сезон                  | Лига | Лига | Кубки | Кубки | Суперкубок Англии | Суперкубок Англии | Итого | Итого |
| Клуб                   | Сезон                  | Игры | Голы | Игры  | Голы  | Игры              | Голы              | Игры  | Голы  |
| ---------------------- | ---------------------- | ---- | ---- | ----- | ----- | ----------------- | ----------------- | ----- | ----- |
| Терд Ланарк            | 1929/30                | 23   | 23   | 1     | 1     | -                 | -                 | 24    | 24    |
| Терд Ланарк            | 1930/31                | 33   | 40   | 4     | 5     | -                 | -                 | 37    | 45    |
| Терд Ланарк            | 1931/32                | 36   | 35   | 1     | 0     | -                 | -                 | 37    | 35    |
| Терд Ланарк            | 1932/33                | 28   | 23   | 2     | 0     | -                 | -                 | 30    | 23    |
| Терд Ланарк            | Итого                  | 120  | 121  | 8     | 6     | 0                 | 0                 | 128   | 127   |
| Манчестер Юнайтед      | 1932/33                | 15   | 6    | 0     | 0     | 0                 | 0                 | 15    | 6     |
| Манчестер Юнайтед      | 1933/34                | 21   | 8    | 0     | 0     | 0                 | 0                 | 21    | 8     |
| Манчестер Юнайтед      | Итого                  | 36   | 14   | 0     | 0     | 0                 | 0                 | 36    | 14    |
| Шеффилд Уэнсдей        | 1933/34                | 16   | 8    | 5     | 5     | 0                 | 0                 | 21    | 13    |
| Шеффилд Уэнсдей        | 1934/35                | 18   | 6    | 0     | 0     | 0                 | 0                 | 18    | 6     |
| Шеффилд Уэнсдей        | 1935/36                | 32   | 19   | 4     | 2     | 1                 | 1                 | 37    | 22    |
| Шеффилд Уэнсдей        | 1936/37                | 18   | 10   | 2     | 0     | 0                 | 0                 | 20    | 10    |
| Шеффилд Уэнсдей        | Итого                  | 84   | 43   | 11    | 7     | 1                 | 1                 | 96    | 51    |
| Терд Ланарк            | 1937/38                | 35   | 18   | 1     | 0     | -                 | -                 | 36    | 18    |
| Терд Ланарк            | 1938/39                | 35   | 25   | 4     | 7     | -                 | -                 | 39    | 32    |
| Терд Ланарк            | 1939/40                | 2    | 1    | 0     | 0     | -                 | -                 | 2     | 1     |
| Терд Ланарк            | Итого                  | 72   | 44   | 5     | 7     | 0                 | 0                 | 77    | 51    |
| Всего за «Терд Ланарк» | Всего за «Терд Ланарк» | 192  | 165  | 13    | 13    | 0                 | 0                 | 205   | 178   |
| Всего за карьеру       | Всего за карьеру       | 312  | 222  | 24    | 20    | 1                 | 1                 | 336   | 243   |